# 东山镇 (海口市)
东山镇是中国海南省海口市秀英区下辖的一个镇。

## 行政区划
东山镇下辖镇南社区、镇北社区、东星村、儒万村、永华村、东山村、东溪村、光明村、溪头村、马坡村、东苍村、玉下村、雅德村、建丰村、文圹村、紫罗村、前进村、环湖村、东升村、溪南村、射钗村、东城村和城西村。